# Natación sincronizada en los Juegos Olímpicos de Río de Janeiro 2016 - Equipo
El evento Natación sincronizada - Equipo de natación sincronizada olímpica, se celebró el 18 al 19 de agosto de 2016 en la Centro Acuático Maria Lenk.

## Calendario
| Fecha                         | Tiempo | Ronda                        |
| ----------------------------- | ------ | ---------------------------- |
| Jueves, 18 de agosto de 2016  | 11:30  | Equipo, rutina tecnica       |
| Viernes, 19 de agosto de 2016 | 13:00  | Equipo, rutina libre - Final |

## Equipos
| Países                  | Nadadoras |
| ----------------------- | --- |
| Australia               | Bianca Hammett, Danielle Kettlewell, Nikita Pablo, Emily Rogers, Cristina Sheehan, Rose Stackpole, Amie Thompson, Deborah Tsai, Hannah Cross (Reserva)                                   |
| Brasil                  | Luisa Borges, Maria Bruno, Beatriz Feres, Branca Feres, Maria Clara Lobo, Maria Eduarda Miccuci, Lorena Molinos, Lara Teixeira, Pamela Nogueira (Reserva)                                |
| República Popular China | Gu Xiao, Guo Li, Huang Xuechen, Li Xiaolu, Liang Xinping, Sun Wenyan, Tang Mengni, Yin Chengxin, Zeng Zhen (Reserva)                                                                     |
| Egipto                  | Leila Abdelmoez, Samia Ahmed, Nariman Aly, Nour Elayoubi, Jomana Elmaghrabi, Dara Hassanien, Salma Negmeldin, Nada Saafan, Nehal Saafan (Reserva)                                        |
| Italia                  | Elisa Bozzo, Beatrice Callegari, Camilla Cattaneo, Linda Cerruti, Manila Flamini, Francesca Deidda, Mariangela Perrupato, Sara Sgarzi, Costanza Ferro (Reserva)                          |
| Japón                   | Aika Hakoyama, Yukiko Inui, Kei Marumo, Risako Mitsui, Kanami Nakamaki, Mai Nakamura, Kano Omata, Kurumi Yoshida, Aiko Hayashi (Reserva)                                                 |
| Rusia                   | Vlada Chiguiriova, Natalia Ishchenko, Svetlana Kolesnichenko, Aleksandra Patskévich, Svetlana Romashina, Ala Shishkina, María Shúrochkina, Guelena Topilina, Yelena Prokófieva (Reserva) |
| Ucrania                 | Lolita Ananasova, Olena Grechykhina, Daria Iushko, Oleksandra Sabada, Kateryna Sadurska, Kseniya Sydorenko, Anastasiya Savchuk, Anna Voloshyna, Olha Zolotarova (Reserva)                |